# Robert Cailliau
Robert Cailliau (Tongeren, 26 gennaio 1947) è un informatico belga.
Insieme a Tim Berners-Lee è il co-inventore del World Wide Web.

## Biografia
Nel 1958 si trasferì con i suoi genitori ad Anversa. Studiò all'Università di Gand e si laureò nel 1969 in Ingegneria elettrica e meccanica. Ha anche un master in Computer Science, conferito nel 1971 dalla Università del Michigan.
Nel dicembre 1974 iniziò a lavorare al CERN, occupandosi del sistema di controllo dell'acceleratore delle particelle. Nell'aprile 1987 lasciò il sistema di controllo dell'acceleratore per dedicarsi, sempre al CERN, alla divisione Elaborazioni Dati, diventando capogruppo dei Sistemi Informatici. Nel 1989, indipendentemente da Tim Berners-Lee, propose un sistema di ipertesti per accedere più velocemente alla documentazione del CERN e nel 1990 iniziò a interessarsi al progetto dello sviluppo del World Wide Web (WWW), assieme a Berners-Lee. Nacque così una delle invenzioni più importanti dell'informatica: il Web (da non confondersi con Internet).

## Curiosità

Logo storico WWW disegnato da Robert Cailliau

- Nel 1993, in collaborazione con Fraunhofer Gesellschaft, Cailliau iniziò il primo progetto "Web-based" della Commissione europea, con l'intento di diffondere le informazioni dell'Europa sul Web;
- Il 30 aprile 1993 il CERN rese disponibile la tecnologia Web come di dominio pubblico;
- Cailliau è fondatore e coordinatore della Commissione Internazionale per le Conferenze sul WWW;
- Nel 1994 avviò, in collaborazione con la Commissione Europea, il progetto "Web for Schools" introducendo il Web come risorsa per l'istruzione;
- Dopo aver aiutato a trasferire lo sviluppo del Web dal CERN al W3C, dedica il suo tempo a promuovere l'uso del Web nell'industria e nella didattica;
- Cailliau ha dichiarato sul suo sito web di essere ateo[1];

## Premi
- 1995: ACM "Software System Award" (con Tim Berners-Lee);
- 1999: "Plantin Prize" Anversa;
- 1999: Laurea Honoris Causa "Southern Cross University";
- 2000: Laurea Honoris Causa Università del Gand;
- 2001: "Médaille Genève Reconnaissante" (con Tim Berners-Lee);
- 2004: Comandante nell'"Ordine di Re Leopoldo" (premiato dal Re Alberto II di Belgio);
- 2006: Cittadinanza onoraria della città di Tongeren;

## Opere
- How the Web Was Born: The Story of the World Wide Web (Come è nato il Web: La Storia del WorldWide Web), James Gillies, Robert Cailliau (Oxford Paperbacks, 2000) ISBN 0-19-286207-3